# Rino Loddo
Rino Loddo, all'anagrafe Severino Loddo (Cagliari, 15 agosto 1927 – Roma, 1º agosto 1988), è stato un cantante italiano.

## Biografia
Dopo aver studiato come cantante lirico, è passato alla musica leggera dedicandosi all'attività radiofonica e alle incisioni discografiche.
Il suo periodo d'oro coincise con la prima parte degli anni '50, quando lavorò con le orchestre di Nello Segurini, Ernesto Nicelli, Riz Ortolani anche in incisioni di dischi a 78 giri con etichetta "La Voce del Padrone". Con Piero Umiliani, realizzando numerose incisioni di dischi a 78 giri etichetta "RCA Italiana" (come il suo successo del 1955, Serenata dal mare), con Pippo Barzizza, Bruno Canfora ed altre orchestre ed etichette discografiche.
Rino Loddo è stato anche uno degli artisti principali di trasmissioni radiofoniche quali Canzoni in Vetrina, Rosso e nero, oltre a Sorella Radio e Botta e Risposta, presentate da Silvio Gigli, tutte trasmissioni che si svolgevano rigorosamente in diretta.
Cantante eclettico, dal repertorio vastissimo che andava dall'operetta alla musica lirica, e negli anni sessanta, dalla musica Jazz e leggera alla musica di cantautori come Gianni Meccia, Gino Paoli, sotto etichetta Welmar con le orchestre di Saro Pedace, Armando del Cupola ed altri. Intorno alla seconda metà degli anni '60, ha realizzato con l'orchestra di Enrico Simonetti incisioni di dischi a 45 giri, etichetta Ariel, con lo pseudonimo di Johnny Piccolo.
Ha partecipato inoltre a varie rassegne canore insieme ad Artisti di grido dell'epoca quali Luciano Tajoli, Achille Togliani, Katyna Ranieri, Carla Boni, Paolo Sardisco, Miranda Martino (vedi Festival di Sanremo 1960), Wilma De Angelis ed altri.
Con l'orchestra di Pippo Barzizza il 25 agosto 1956 lancia in Italia in prima assoluta Te voglio bene assaje, musica di Gaetano Donizetti, nel corso della trasmissione radiofonica della RAI Sorella Radio, che fu irradiata in diretta nazionale.
Nel 1960 lancia in Italia Cadavere Spaziale (Finestra-Trombetta), versione alternativa a quella di Riz Samaritano, ripresa da Elio e le Storie Tese, nel 1993.

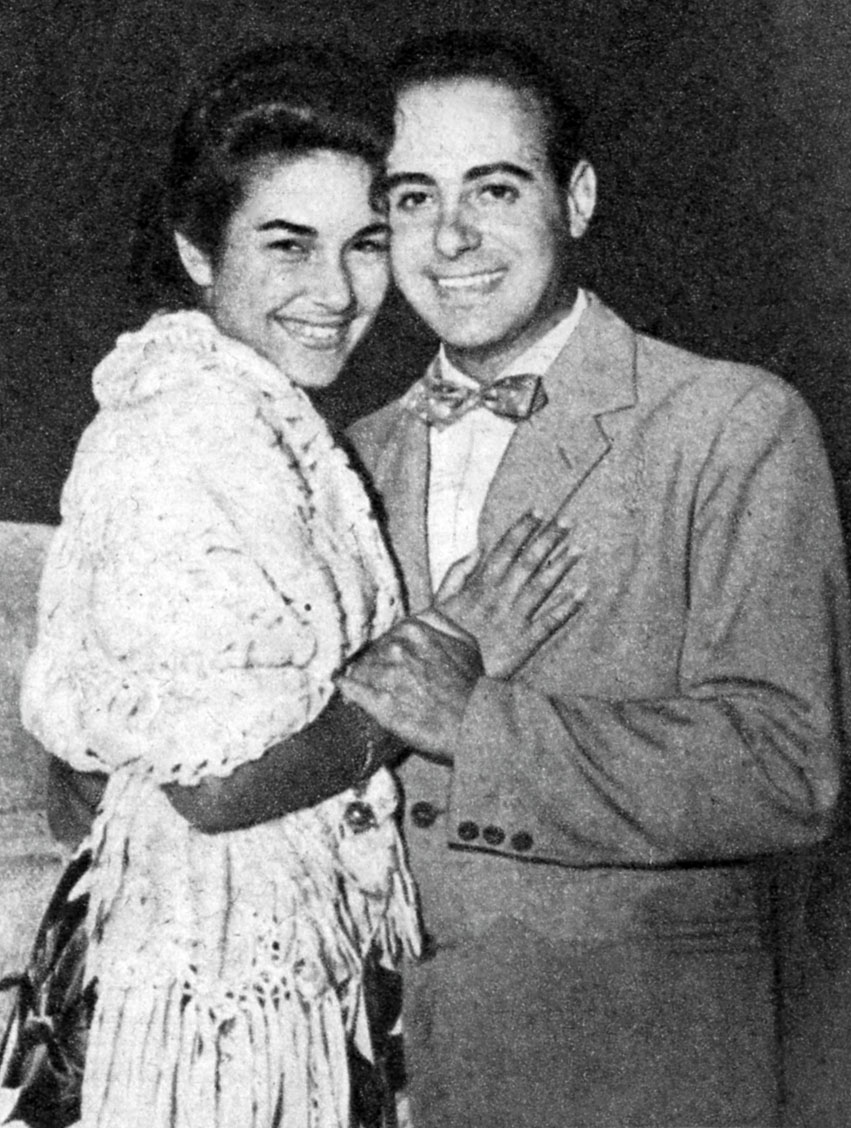
Rino Loddo con la moglie Maria Teresa nel giorno del matrimonio a Roma il 29 luglio 1957

### Vita privata

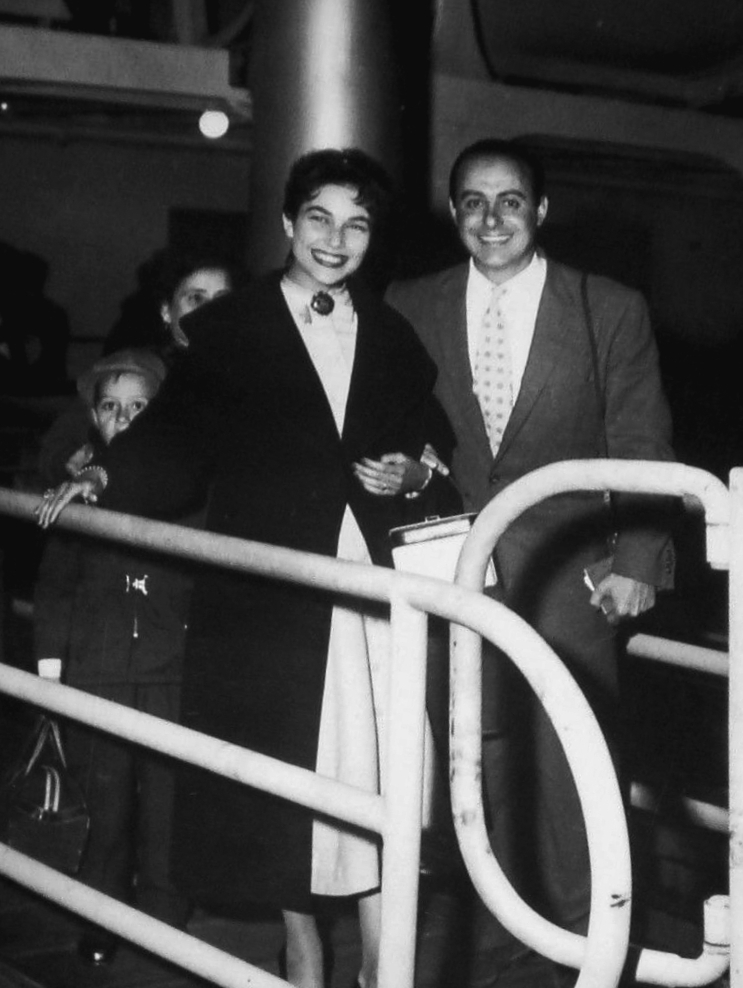
Rino Loddo e Maria Teresa Amore in viaggio di nozze

Si sposa a Roma nel 1955 con Maria Teresa Amore, attrice di cinema e di fotoromanzi.

## Discografia parziale

### Singoli
78 giri
- 1955 - Statte vicino a me/Catina Catì (RCA Italiana, A25V 0102; con Katina Ranieri)
- 1955 - Via delle rose/Nuvola (RCA Italiana, A25V 0377; con Piero Umiliani)
- 1955 - Valle del Vibonese/Chitarra stanca (RCA Italiana, A25V 0378; con Piero Umiliani)
- 1955 - My Love/Cielo rosso (RCA Italiana, A25V 0409; con Piero Umiliani)
- 1955 - Serenata dal mare/Signorina di Sardegna (RCA Italiana, A25V 0410; con Piero Umiliani)
- 1956 - Il Trenino del destino/È Bello (RCA Italiana, A25V 0456; con Piero Umiliani)
- 1956 - Sogni d'oro/Parole e musica (RCA Italiana, A25V 0457; con Piero Umiliani)

45 giri
- 1960 - Cadavere Spaziale/Maria Teresa (Welmar, IT 6507)
- 1960 - Non lo dirò/Mademoiselle sci sci (Welmar, IT 6513)
- 1960 - Io credo in te/Noi due insieme (Welmar, IT 6530)
- 1961 - Tramonto dorato/Donna Turchina - Porta Capuana/Non piangere mammina (Welmar, IT 6534)
- 1961 - Carolina dai/Patatina (Welmar, IT 6548)
- 1961 - Un uomo vivo/Come sinfonia (Welmar, IT 6549)
- 1961 - Che brivido ragazzi (Solo lato B; Welmar, IT 6550)
- 1961 - Stella Trasteverina/So' romano de Roma (Welmar, IT 6552)
- 1961 - Destino crudele/Perdono (Welmar, IT 6569)
- 1966 - Sera/Selangor (Ariel, NF 544)
- 1966 - Week end a Cortina/Quando mi vorrai (Ariel, NF 545)
- 1966 - Più che un amico/Il giorno del mai (Ariel, NF 557)